# Sainte-Marthe (Eure)
Sainte-Marthe es una localidad y comuna francesa situada en la región de Alta Normandía, departamento de Eure, en el distrito de Évreux y cantón de Conches-en-Ouche, en una zona boscosa llamada Bosque de Conches.

## Demografía
| 309 | 261 | 235 | 293 | 377 | 425 |
| Para los censos de 1962 a 1999 la población legal corresponde a la población sin duplicidades (Fuente: INSEE [Consultar]) |     |     |     |     |     |